# ドリーマ・ウォーカー
ドリーマ・ウォーカー（Dreama Walker,  1986年6月20日 - ）は、アメリカ合衆国の女優である。

## 来歴
1986年、フロリダ州タンパ生まれ。2004年に同州のHenry B. Plant High Schoolを卒業後、2006年にテレビドラマシリーズの『ロー&オーダー』で女優デビュー。翌年には『Goodbye Baby』で映画デビューもし、それ以降サラ・ジェシカ・パーカー主演の『セックス・アンド・ザ・シティ』やクリント・イーストウッド監督・主演の『グラン・トリノ』などの話題作へ立て続けに出演した。特に彼女のキャリアで知られることとなったのは、実際にアメリカのファストフード店で起こったイタズラ電話事件を題材にした『コンプライアンス 服従の心理』への出演。同作品では、アン・ダウド演じる店舗マネージャーと共にイタズラ電話によって被害を被ってしまうファストフード店員の娘を演じている。
2015年、長年の恋人のクリストファー・マクマーンと結婚。

## 出演作品

### 映画
- Goodbye Baby (2007)
- セックス・アンド・ザ・シティ Sex and the City (2008)
- Wherever You Are (2008)
- The End of Steve (2008) ※テレビ映画
- グラン・トリノ Gran Torino (2008)
- ウソから始まる恋と仕事の成功術 The Invention of Lying (2009)
- The Pill (2011)
- ピンチ・シッター The Sitter (2011) ※出演シーンカット
- コンプライアンス 服従の心理 Compliance (2012)
- ヴァンパイア・ブラッド Vamperifica (2012)
- ザ・キッチン The Kitchen (2012)
- The Discoverers (2012)
- Chlorine (2013)
- Date and Switch (2014)
- The Grim Sleeper (2014)
- ワンス・アポン・ア・タイム・イン・ハリウッド (2019)

### テレビドラマ
- ロー&オーダー Law & Order (2006)
- ガイディング・ライト The Guiding Light (2007)
- ワン・ライフ・トゥ・リヴ One Life to Live (2008)
- LAW & ORDER:犯罪心理捜査班 Law & Order: Criminal Intent (2008)
- ゴシップガール Gossip Girl (2008 - 2009)
- アグリー・ベティ Ugly Betty (2009)
- 救命医ハンク セレブ診療ファイル Royal Pains (2009)
- グッド・ワイフ The Good Wife (2009 - 2013)
- マーシー・ホスピタル Mercy (2010)
- Seven Deadly Sins (2010)
- 23号室の小悪魔 Don't Trust the B---- in Apartment 23 (2012 - 2013)
- New Girl / ダサかわ女子と三銃士 New Girl (2013)

### テレビアニメ
- ロボット・チキン Robot Chicken (2013)